# Urgell
L'Urgell (nome ufficiale in lingua catalana; in spagnolo Urgel, in occitano Urgèl, in aragonese Urchell) è una delle 41 comarche della Catalogna, con una popolazione di 34 117 abitanti; suo capoluogo è Tàrrega.
Amministrativamente fa parte della provincia di Lleida, che comprende 13 comarche.

## Lista dei comuni dell'Urgell
| città                  | superficie | popolazione | densità       |
| ---------------------- | ---------- | ----------- | ------------- |
| Agramunt               | 79,65 km²  | 5 212 ab.   | 65,44 ab./km² |
| Anglesola              | 23,53 km²  | 1 293 ab.   | 54,95 ab./km² |
| Belianes               | 15,8 km²   | 586 ab.     | 37,2 ab./km²  |
| Bellpuig               | 35 km²     | 4 088 ab.   | 116,9 ab./km² |
| Castellserà            | 15,8 km²   | 1 103 ab.   | 69,6 ab./km²  |
| Ciutadilla             | 17,0 km²   | 220 ab.     | 12,9 ab./km²  |
| Els Omells de na Gaia  | 13,5 km²   | 152 ab.     | 11,2 ab./km²  |
| La Fuliola             | 11,1 km²   | 1 230 ab.   | 111,3 ab./km² |
| Guimerà                | 25,8 km²   | 365 ab.     | 14,2 ab./km²  |
| Maldà                  | 31,3 km²   | 271 ab.     | 8,6 ab./km²   |
| Nalec                  | 9,3 km²    | 101 ab.     | 10,9 ab./km²  |
| Ossó de Sió            | 26,3 km²   | 239 ab.     | 9,1 ab./km²   |
| Preixana               | 21,5 km²   | 423 ab.     | 19,7 ab./km²  |
| Puigverd d'Agramunt    | 17 km²     | 253 ab.     | 14,9 ab./km²  |
| Sant Martí de Riucorb  | 34,9 km²   | 704 ab.     | 20,17 ab./km² |
| Tornabous              | 24,2 km²   | 796 ab.     | 32,9 ab./km²  |
| Tàrrega                | 88,4 km²   | 14 810 ab.  | 167,6 ab./km² |
| Vallbona de les Monges | 34,1 km²   | 268 ab.     | 7,9 ab./km²   |
| Verdú                  | 35,8 km²   | 1 004 ab.   | 28,1 ab./km²  |
| Vilagrassa             | 19,9 km²   | 402 ab.     | 20,2 ab./km²  |